# 김병연
김병연(金炳淵, 1807년 3월 13일~1863년 3월 25일)은 조선 시대 후기의 풍자 시인으로 유명했던 방랑 시인이다. 그는 흔히 김삿갓으로 더 잘 알려져 있다.

## 일생과 배경
속칭 김삿갓으로 널리 알려져 있는 김병연 그는 한자로써 '삿갓 립'(笠)자를 써서 김립(金笠)이라고도 한다.
방랑 시인 김병연(金炳淵, 김삿갓) 선생 그의 본은 안동(安東)이고, 자(字)는 성심(性深), 호(號)는 이명(怡溟), 지상(芝祥), 난고(蘭皐)이고, 그의 선대 조상을 살펴보면, 9대조부는 1636년 당시의 병자호란 때 척화대신으로 유명한 청음 김상헌의 사촌 종형이 되는 이이자 형조참판 등을 지낸 김상준이며, 5대조는 황해도 병마절도사 등을 지낸 김시태, 고조부는 충청도 전의현감 등을 지낸 김관행, 증조부는 함경도 경원부사 등을 지낸 김이환이다.
그의 조부 김익순(金益淳, 1764년생~1812년졸)이 1811년 홍경래의 난 때 평안도의 선천의 부사로 있다가, 홍경래가 이끄는 반란군한테 전격 투항한 것을 두고 비난하는 시로써 장원한 것을 수치로 여겨, 결국 일생을 삿갓으로 얼굴을 가리고, 죽장(竹杖, 대나무 지팡이)이라는 단장(單杖) 한 토막으로 벗을 삼아 각지로 방랑을 했다.
그렇게 그는 일평생 도처에서 독특한 풍자와 해학 등으로 퇴폐하여 가는 세상을 개탄했다.
그의 수많은 한문시가 구전되고 있다. 
그의 묘는 강원도 영월군 김삿갓면 와석리에 있다.

## 생애
1807년(순조 7) 3월 13일, 경기도 양주에서 양반 가문인 김안근(金安根)의 4남 중 차남으로 태어났다. 막내 아우 김병두(金炳浢, 1809년~1810년)는 두 살 때에 질병으로 일찍 죽었으며, 1811년, 홍경래의 난이 일어났을 당시 그의 조부(祖父)이자, 갓 전보 신임 발령받은 평안도 선천부사 겸 방어사(平安道 宣川府事 兼 防禦使)였던 김익순은 반란군 수괴 홍경래에게 항복하였다.
김익순은 당시까지 함경도 함흥(咸鏡道 咸興)의 관아(관청)의 중군(中軍: 정3품 관직)으로 있다가, 평안도 선천 부사 겸 방어사로 전관 조처되어 온지도 아직 불과 서너달이 지난 상태였다. 
신임지에 와서 어수선한 일을 정돈한 후 시골의 저명한 선비들을 모아, 수일간 다괏상과 술안주가 함께 놓여진 연회(잔치)를 열었는데, 다과연회(잔치)가 끝난 익일 새벽에 반란군이 쳐들어와 술에 취해 있는, 당시 신임 평안도 선천부사 겸 방어사(防禦使)였던 김익순을 결박하고 항복을 받아낸 것이다.
김익순은 그로 인해 1812년 조정으로부터 참수에 처해졌으나, 그 가족은 살려주기로 하였고 김삿갓은 목숨을 건지게 되었다. 
그 후 가문에서 종 노릇을 하던 이(김성수)의 고향인 황해도 곡산으로 가족이 피신하였으나, 아버지는 도중에 사망하였고, 이 과정에서는 아우 김병호(金炳浩, 1808년~1819년)도 질병으로 죽었으나, 어머니만이 살아남아 남은 두 형제를 키워내었다.
그 중 차남인 병연은 어렸을 때부터 문장 솜씨가 뛰어나다는 정평을 받아, 신동(神童)으로 평가되기도 했다. 
그 뒤에 1826년 3월, 강원도 영월에서 열린 백일장에서 20세의 나이로 급제를 받게 되었는데 공교롭게도 과거에 응시했을 때, 자신의 조부인 김익순의 역적 행위를 비판하는 내용을 쓰라는 시제에 김익순을 날카롭게 비판하는 글을 써 급제한 것이었다. 
뒤에 어머니로부터 김익순이 자신의 조부라는 사실을 알게 되고 충격을 받아 삿갓을 쓰고 전국 유랑을 떠나게 되었고 이 때부터 이름도 '병연'이라는 본명 대신 '삿갓'이라는 이름으로 바꾸었다. 
유랑 도중 집에 잠시 들렀다가 그 후로는 돌아오지 않았다는 일설이 있다.

## 친할아버지(김익순)와의 관계
아무리 장성토록 당시 아직 20세가 되었을 때까지 김병연은 할아버지 김익순의 존재를 전혀 알지 못하였는데 이것은 김익순이 적장 앞에 무릎 꿇은 대가로 역적으로 몰린 사실을 아들들이 알지 못하도록 숨겨온 어머니 때문이었다. 
또한 아들들마저 역적의 손자로 낙인이 찍히면 조정과 세상으로부터 손가락질 섞임 등을 비롯한 불신과 비난 등은 물론 목숨도 위태로워진다는 사실을 알고 있기에 일부러 할아버지의 존재를 숨겨왔던 것이었다. 
때문에 병연은 자신의 할아버지 익순이 물론 오래 전에 일찍 사망했던 것으로는, 아무리 알고는 있었으나, 시간이 지나고 지나며, 결국 강원도 영월 백일장 때, 시제에 김익순에 대한 내용이 나오자 그가 자신의 가족과 아무 관계가 전혀 없는 것으로 인식하여, 그를 싸잡아 비판하는 내용의 답글을 쓰게 된 것이었다.
하지만 나중에 가서야 어머니의 해명으로 인하여, 결국 자신의 할아버지를 욕되게 했다는 사실을 알게 되었으며, 급기야는 이로 인한 자괴감에 빠져 허심탄회하다가, 그것이 가장 결정적인 도화선이 되어 그는 삿갓을 쓰고 방랑길로 접어들게 되었다.

## 방랑의 시작
그가 본격적으로 전국 방랑길을 떠난 것은 20세 때 어머니가 할아버지 김익순의 존재를 해명한 후부터였으며 방랑 중이던 29세 때는 가련(嘉蓮)이라는 기녀와 동거하였던 것으로 추정된다. 
그는 방랑길을 떠나기 전에 갓을 파는 집으로 가서 크기가 큼지막한 삿갓을 주문하고, 집에서 긴 대나무 지팡이(죽장, 竹杖)와 《동국여지승람》 등의 지도책 등을 소지하고 떠났다는 일설이 있다. 
그에게는 충청도 홍성(지금의 대한민국 충청남도 홍성군)에 외가가 있는 것으로 전해지고 있는데 그는 어머니와 처(妻)에게는 홍성의 외가에 다녀오겠다고 하면서 자신은 사실상 정반대 북쪽의 금강산으로 첫 방랑을 떠난 후 한때 잠시 집을 들렀던 것을 제외하곤 사실상 가족들과 일절 연락을 끊은 채 영원한 이별을 하게 되었다.

## 사망
그는 20세에 방랑을 시작한 후로 가족과 연락을 일절 취하지 않았다. 
한때 그의 둘째 아들 김익균(金翼均)이 3차례 정도 귀가를 권유받기도 했지만, 차라리 모두 거절하고 방랑을 계속했다. 
그 후 사실상 마지막 방문지인 전라도 동복현에 들렀던 중, 1863년 3월 25일(철종 14년)에 전라도 동복 사는 어느 선비 안(安) 참봉 사갓댁의 사랑방에서 병으로 죽었는데, 뒤늦게도 둘째 아들 김익균이 수몇달 늦은 선친의 부고(訃告)를 전해 듣고 전라도 동복으로 달려가 이듬해 1864년 3월 29일(고종 1), 1주기가 나흘 넘어 지난 당시의 아버지의 유골(시신)을 강원도 영월로 이장 및 운구하여, 재차 안장되었다.
김병연의 시신이 묻힌곳은 훗날 지금의 강원 영월의 김삿갓면이 되었다.

## 조선 전국 영토 방랑 중 전라도 동복 지역 기거 여부 관련 논란
2009년 9월 당시, 전라남도 화순군 군청 관계자는, 조선 시대 말기의 방랑 시인 김삿갓 선생이 전라도 동복현에 머물러서 어언 6년 동안 있었던 것은, 객관성 짙은 역사적인 사실이라고 주장했다.
모쪼록 여하튼 역사적으로도, 김삿갓은 조선 전국 영토 방랑의 시간들 속에 세월의 무게를 이기지 못하고 마침내 1863년 3월 25일(철종 14년), 향년 57세의 나이로 전라도 동복현 지역(지금의 전라남도 화순군 동복면)의 한 선비 집에서 객사하게 된다. 
부친의 행방을 찾아 헤매던 아들 익균은 1864년 3월 29일(고종 1)에, 부친의 유골을 모시어, 자기 집 동네와 가까운, 강원도 영월군 지역으로 이장한다.

## 가족 관계
- 친조부 : 김익순(金益淳, 1764년 ~ 1812년) - 선천부사
  - 부 : 김안근(金安根, 1783년 ~ 1813년)
  - 모 : 함평 이씨(咸平 李氏) - 이유수(李儒秀)의 장녀[9]
    - 큰형 : 김병하(金炳河, 1804년 ~ 1828년)
    - 형수 : 청주 이씨(淸州 李氏)
    - 본인 : 김병연(金炳淵, 1807년 ~ 1863년)
    - 부인 : 장수 황씨(長水 黃氏) - 정실 장수 황씨 부인과의 사이에는 슬하 2남 둠.
      - 적장남 : 김학균(金學均, 1824년 ~ ?) - 형 김병하(金炳河)에게 양자로 출계.
      - 적차남 : 김익균(金翼均, 1831년 ~ ?)

    - 측실 : 경주 최씨 기녀 가련(慶州 崔氏 妓女 嘉蓮, 1813년경? ~ 1846년경?) - 1835년(헌종 1)부터 동거 관계로써 1842년(헌종 8)에 서얼 삼남 김영규 득남.
      - 서삼남 : 김영규(金英楏, 1842년 ~ ?) - 자(字)는 자봉(子捧). 1878년(고종 15)에 문음으로써 천거되어, 1878년 전라우후 등을 13년간 지낸 후 1891년(고종 28)에 시종원 시어 등을 1895년(고종 32)까지 4년 동안 지냄.

    - 첫째 동생 : 김병호(金炳浩, 1808년 ~ 1819년) - 어린 시절에 질병으로 요절.
    - 막내 동생 : 김병두(金炳浢, 1809년 ~ 1810년) - 어린 시절에 질병으로 요절.

## 등장 작품
- 1957년 영화 《김삿갓》 (배우: 박경주)
- 2002년 MBC 드라마 《상도》 (배우: 정기성)

## 같이 보기
- 강원도 영월군 김삿갓면